# 史密斯海峽
78°25′N 74°00′W / 78.417°N 74.000°W

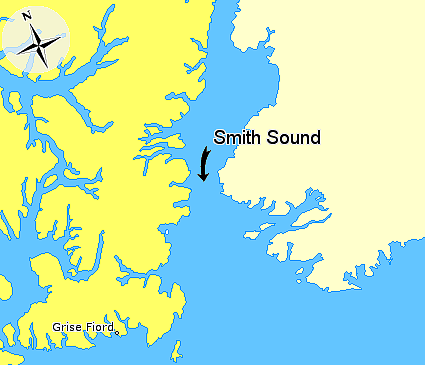

史密斯海峽是北冰洋的海峽，位於東面的格陵蘭和西面加拿大的埃爾斯米爾島之間，是內爾斯海峽的一部分，連接巴芬灣和巴芬灣，長50公里、寬40公里。